# Ác quỷ sàn catwalk
Ác quỷ sàn catwalk (tựa gốc: The Neon Demon) là một phim điện ảnh kinh dị tâm lý năm 2016 do Nicolas Winding Refn đạo diễn, với Refn, Mary Laws và Polly Stenham đồng viết kịch bản. Phim xoay quanh một người mẫu đầy tham vọng ở Los Angeles sở hữu sắc đẹp và tuổi trẻ, tạo ra niềm đam mê mãnh liệt và sự đố kị trong ngành công nghiệp. Phim có sự tham gia của Elle Fanning, Karl Glusman, Jena Malone, Bella Heathcote, Abbey Lee, Desmond Harrington, Christina Hendricks và Keanu Reeves.